# Ouassaho
Ouassaho ist ein Arrondissement im Departement Zou im westafrikanischen Staat Benin. Es ist eine Verwaltungseinheit, die der Gerichtsbarkeit der Kommune Bohicon untersteht.

## Demografie und Verwaltung
Gemäß der Volkszählung 2013 des beninischen Statistikamtes INSAE hatte das Arrondissement 11.026 Einwohner, davon waren 5199 männlich und 5827 weiblich.
Von den 66 Dörfern und Quartieren der Kommune Bohicon entfallen sechs auf Ouassaho:
1. Ahouali
2. Attogouin
3. Ouassaho
4. Volli
5. Wangnassa
6. Zounzonsa